# Каторжна
Каторжна – оповідання українського письменника Бориса Грінченка, написане у 1888 році.

## Історія створення
Починаючи з 1887 року, Б. Грінченко шість років працював вчителем у земській школі, яку збудувала Христина Алчевська у  с. Олексіївка Катеринославської губернії. Саме в цей період, на підставі багатого власного досвіду,  Б. Грінченком було написано оповідання «Каторжна», в якому автор звернув увагу на проблеми «соціологічного, психологічного та етичного аспектів людського життя».
До того ж, як відзначено дослідниками творчості Б. Грінченка, «оповідання вирізняється людинолюбним змістом та ненав’язливістю виховної ідеї... Прикінцеве слово автора…змушує читача сприймати твір не з побутової, а психологічної точки зору…спонукаючи до роздумів».

## Сюжет
Новела Бориса Грінченка «Каторжна» розповідає про трагічну долю дівчини Ганни, яка все своє життя страждала через несправедливість і жорстокість оточуючих. Змалечку її життя було важким: рідна мати ненавиділа її і постійно знущалася. Ганна не знала любові й підтримки, а з часом опинилася у приймах, де була змушена тяжко працювати і терпіти приниження.
Через свій запальний і гордий характер її називали «каторжною», хоча це було лише вираженням її внутрішнього протесту проти жорстокості, з якою вона постійно стикалася. Єдиним світлим моментом у її житті стала любов до Василя, але і це закінчилося зрадою. Василь не захотів взяти відповідальність за їхні стосунки, залишивши Ганну саму з дитиною.
Залишившись без підтримки, дівчина знову зіткнулася з осудом і байдужістю села. Її життя перетворилося на постійні страждання, і у відчаї Ганна вирішує покінчити з собою. Її смерть стає своєрідним криком душі, яка так і не отримала права на щастя. 